# Trimusculus conicus
Trimusculus conicus is een slakkensoort uit de familie van de Ellobiidae. De wetenschappelijke naam van de soort is voor het eerst geldig gepubliceerd in 1867 door Angas.